# Chun-Li
Chun-Li (チュンリー Chun-Rī?, basado en el chino simplificado:春丽 tradicional: 春麗 Chūn-Lì) (Chun Li en sus primeras apariciones) es un personaje de la saga Street Fighter de Capcom. Primero fue introducida en Street Fighter II: The World Warrior, apareciendo también como personaje en las siguientes sagas de la serie. Su nombre es mandarín (chun 春 "primavera", lì 丽 "bella", "guapa").
Es una estudiante de Wu-Shu/Kung-Fu, entrenada por su padre y por el maestro Gen desde que era muy pequeña, por lo que ha combinado algunos movimientos de Tai Chi en su técnica de Kung-Fu.
Chun-Li aparece también en adaptaciones cinematográficas como Street Fighter: La Última Batalla, del año 1994, interpretada por Ming-Na Wen, e incluso siendo protagonista de su propia película en 2009, Street Fighter: La Leyenda de Chun-Li, interpretada por Kristin Kreuk.

## Historia
Cuando Chun-Li era muy pequeña (aproximadamente 5 años), su padre, quien era agente de la Interpol, desapareció en una misión que le fue encomendada. Desesperada, pidió ayuda a uno de los amigos más íntimos de su padre, Gen, que le había enseñado algunos de sus movimientos, y le dijo que su padre estaba investigando una organización de reciente aparición llamada Shadowlaw (en otros juegos el nombre de la organización es escrito como Shadaloo).
Siguiendo sus indicaciones, siguió los pasos de su padre y se convirtió en una de las mejores agentes de la Interpol, con el objetivo de averiguar qué sucedió con su padre y de ser posible encontrarlo, si aún estaba con vida. Además, empezaría una relación amistosa con los hermanos Yun y Yang, que en ese entonces, eran unos niños.

## Apariciones
La aparición de Chun-Li ha diferido en varias ocasiones en la serie Street Fighter, así como en el arte oficial y cameos que ha hecho en otros trabajos. Ella es conocida particularmente por sus caderas bien proporcionadas, sus muslos muy musculosos, también sus torneadas y formadas piernas. Según sus datos oficiales, su estatura es de 1,70 m de altura.
Chun-Li lleva el qipao, un vestido femenino típico de China (originario de Manchuria), muy famoso durante todo el siglo XX tanto allí como entre las comunidades chinas del mundo. Su equipo se ha modificado para permitirle tener un rango mucho más amplio de movimientos de lo que un qipao normal permitiría. Además usa botas blancas de combate y leotardo azul oscuro con medias color café junto con su qipao de color azul con detalles dorados, mientras que su cabello es un doble bollo que es recubierto con cubiertas de bollo odango y sujetados por cintas de color blanco y atadas como moños. Originalmente se tenía pensado que vistiera un qipao de color melocotón, como se ve en su perfil en el juego, pero esta idea se rechazó al final y se optó por el original azul que viste en Street Fighter II.
Durante el período cubierto en Street Fighter Alpha, viste un chaleco bordado, un leotardo de color negro y zapatos deportivos, así como pulseras con clavos. No está claro por qué se optó por dejar de usar este equipo y cambiar a la qipao en posteriores juegos de Street Fighter. Con el cambio al qipao, también se cambió sus pulseras pequeñas por unas pulseras grandes de púas. En Street Fighter Alpha: La película animada, su chaleco cambia de color azul a rojo.

### Street Fighter Alpha
Gracias a su inteligencia y a los datos recolectados, Chun-Li llegó hasta el líder de aquella organización: M. Bison, un personaje que poseía un poder impresionante. Chun-Li lucha contra Bison preguntándole sobre el paradero de su padre. En esta pelea, Bison la derrota fácilmente. 
Humillada, ve cómo Bison se aleja de ella, dejándola con vida y advirtiéndole que la próxima vez la mataría tan deprisa como mató a su padre. Cuando se recupera, Chun-Li estaba deseando poder vengar a su padre. Así que regresó a los cuarteles de la Interpol y no tardó en ser la encargada del área de terrorismo.
Durante este periodo, Chun-Li conocerá a Ryu, quien la impresionó con sus habilidades de combate. Poco después, Charlie, un oficial del ejército de los EE. UU., llegó a ella con una misión personal para llegar a la base de Shadaloo y destruir a Bison, por lo que Chun-Li se ofrece a ayudarle sin dudarlo. En cuanto llegan a Brasil, Chun-Li se encarga de poner las cargas explosivas en la base mientras Charlie y su amigo Guile intentan destruir el Psycho Drive de M. Bison , aunque Guile en un principio se opuso a la idea, porque había sido engañado por un superior corrupto por Shadowloo. 
La base de Bison fue destruida, y Bison con ella. Pero Charlie murió durante la operación. Entre los restos de la base, Chun-Li encuentra a Cammy, una chica que había sido creada y controlada por Bison y que ahora, gracias a Chun-Li se integró a la fuerza especial MI6 y trabaja como agente. También encuentra a Ryu, Ken y otros a los cuales consigue llevar a un hospital para que se recuperen de sus heridas. Pero Bison consiguie revivir, gracias a sus científicos, quienes le otorgan un nuevo cuerpo, ya que su alma había poseído el cuerpo de Rose de manera temporal.

### Street Fighter II
3 Años después, Chun-Li recibe una invitación del propio Bison para presentarse al torneo de Street Fighter. Chun-Li llama a Guile y ambos se presentan en el torneo, donde se encuentra nuevamente con Ryu. Chun-Li llega hasta la final , en donde derrota a M.bison , y decide perdonarle la vida , pero repentinamente Akuma aparece y lo asesina. A pesar de todo , Chun-Li consigue estar en paz consigo misma. A menudo visita la tumba de su padre, diciéndole que ya puede descansar en paz, su muerte había sido vengada.

### Street Fighter III
Tras la derrota de M.Bison, Chun-Li se retira de la Interpol y algunos años después funda una escuela en la que enseñaba a los más pequeños el noble arte del Tai Chi/Kung Fu, y, además, adopta a una pequeña niña. Un día, se entera de que esta pequeña ha sido secuestrada, por lo que comienza a investigar su paradero y descubre que el culpable ha sido la organización «Illuminatiun» que dirige Gill, el nuevo personaje que convocó el tercer torneo de Street Fighter. Para encontrar a su hija, Chun-Li entra al torneo junto con Ryu, Ken y el alumno de este: Sean. Además de reencontrarse con Yun y Yang y conocer a Alex, Chun-Li logra llegar hasta la base de Gill donde se encontró con Urien, el cual tenía un interés especial en ella debido a su gran potencial como guerrera (como el que tuvo M. Bison con Ryu y Gill con Alex). Urien (quien llama a Chun-Li "Las piernas legendarias que destruyeron a "esa Organización" [M. Bison y su cartel Shadaloo]") le dice que ellos tienen a la niña que busca, pero que sólo si le brinda un combate entretenido se la devolverá. Chun-Li pelea con Urien y logra derrotarlo. Éste queda impresionado con sus poderes, y le indica que la niña que busca se encuentra en los calabozos de sus cuarteles, así que Chun-Li entra y rescata a la pequeña que buscaba y al recién derrotado Alex, pero al intentar sacarlos a todos, se topa con el mismísimo Gill (el cual sintió su "Ki" durante la pelea con Urien). La pelea es dura y Chun-Li es vapuleada en el enfrentamiento, pero esta vez el resultado es diferente al de las peleas que anteriormente había tenido Gill, con Alex y Akuma, debido a que Chun-Li tiene toda su fuerza y Gill había gastado gran parte de la suya en la utilización de la Resurrection, aunque logró por instantes tener su nivel normal. El resultado final es la victoria de Chun-Li sobre Gill, aunque la chica queda bastante herida.
Después de salir de la base de Urien y Gill, continuará haciéndose cargo de la pequeña niña. 6 meses después Chun-Li reflexiona sobre su vida y la niña que salvó, y decide continuar con el dojo donde les seguirá enseñando a niños huérfanos el verdadero significado de las artes marciales, su belleza, su estilo de combate y a usarlo por la justicia.

### Street Fighter IV
Después de retirarse, Chun-Li sigue con su vida capturando a criminales menores. Guile la visita y le informa sobre la posible resurrección de Shadaloo por lo que Chun-li se enfunda su antiguo traje y regresa a la Interpol, formando equipo con Guile y Cammy para derribar S.I.N. y descubrir lo que realmente sucedió a M. Bison. En el camino, se encuentra con Abel, quien solicita su ayuda para encontrar alguna pista sobre su pasado que parece estar relacionado de alguna manera con la organización Shadaloo. Durante el torneo, descubre que su antiguo maestro Gen está participando, por lo que decide buscarlo, para obtener más respuestas sobre la muerte de su padre. También se enfrenta y derrota a C. Viper, quien está interrumpiendo constantemente sus investigaciones. Finalmente consigue infiltrarse en los cuarteles SIN y llega a una de sus terminales, sin embargo no se da cuenta de la presencia de Vega (quien había robado importantes datos del ordenador), quedando atrapada en la sala cuando Vega activa un dispositivo autodestrucción que libera previamente un gas tóxico. Antes de caer inconsciente consigue contactar con Guile. Gen salva a Chun-li de los escombros, y es finalmente rescatada por Guile y Abel, llevando la información suficiente que necesitaba de S.I.N., poco después se encuentra con la nueva agente de SIN: Juri Han, con la cual tiene un primer encuentro en el que Juri sale vencedora, Chun-Li es llevada al hospital por Cammy y Guile. Mientras esta en recuperación sigue trabajando obteniendo más datos de SIN (que al parecer Crimson Viper le proporciona en secreto). Tras recuperarse, Chun-Li vuelve a encontrarse con Juri, esta vez el resultado es diferente, Chun-Li vence a su rival, pero no es capaz de llevarla a prisión (Juri se le escapa). Pese a ello se siente satisfecha y, al reunirse con Guile, Chun-Li le dice que ha decidido continuar su vida como agente de la Interpol (final de Chun-Li en SSF IV), hasta aquí llega por el momento el argumento de SSF IV.

### Street Fighter: La leyenda de Chun-Li
El 5 de octubre de 2004, Hyde Park Entertainment y Capcom anunciaron su intención de producir otra película con una historia que estaría centrada en Chun-Li. El guionista Justin Marks fue relacionado con la película y por el 20.º aniversario del juego está previsto que se produzca su emisión. La película será parte de los lanzamientos que Capcom publique a lo largo de 2008, como videojuegos y una serie de televisión. Recientemente fue confirmado que la actriz de Smallville, Kristin Kreuk será la encargada de dar vida a Chun-Li en la adaptación de 2008. Al principio se decía que Jessica Biel haría el papel de Chun-Li pero no fue así.

## Datos acerca de Chun-Li
- La fuerza de Chun-Li es superior a la de un hombre promedio pero es su agilidad a nivel olímpico y su notable velocidad lo que le dan una gran ventaja en combate.
- El nombre Chun-Li significa Belleza primaveral. Su verdadero nombre no iba a ser Chun-Li, si no ChunLi, pero Capcom America lo cambió.
- La patada fuerte agachada de Chun-Li fue una de las técnicas que le enseñó Gen. Su nombre es Gendansatsushu, que significa La patada del asesino legendario de Gen.
- Nunca se ha aclarado que pasó con Gill después de caer ante Chun-Li.
- En la historia de SFEX, en los finales se da a entender que nuevamente Chun-Li derrota a Bison, pero que aunque su objetivo era llevarlo a prisión, su poder era tal que no tuvo otra alternativa más que eliminarlo, y reportó a sus superiores que falló en arrestarlo, pero que todo había terminado. Curiosamente se ha dicho que originalmente SFEX se desarrollaría entre SF2 Y SF3, sólo que debido a que este juego es creación tanto de Capcom como de la compañía Arika, muchos no lo toman en cuenta en la cronología de la historia, de hecho, se ha dicho que se trata de una historia gaiden o paralela.
- Entre un reducido número de fanáticos de la franquicia, se ha creído que Chun-Li está enamorada de Guile, y a la vez este último de ella, debido a la forma en que se llevan en Street Fighter II la película animada de 1995, sin embargo, esto resulta ser completamente erróneo, ya que la película es una adaptación libre e independiente que no tiene nada que ver con el canon oficial de la serie de juegos, ya que en su defecto Guile originalmente ya está casado y tiene esposa, mientras que Chun-Li por otro lado esta más concentrada en cuidar y criar a su hija adoptiva.
- La rapera trinitense Nicki Minaj la mencionó en una de sus canciones que lleva también por nombre «Chun-Li» y no solo nombra a ella sino que también a los X-Men y a Lara Croft.
- Chun-Li desde su primera aparición siempre ha sido muy hipersexualizada.[4]
- Chun-Li y Cammy son los únicos personajes femeninos de Street Fighter con lencería oficial.[5][6]
- Lo que cubre los moños de Chun-Li, se llama cubierta de bollo odango.

## Habilidades
- Kikouken: Es una variante del clásico Hadouken de Ryu y Ken, en el cual Chun-Li concentra una bola de energía en sus manos y la lanza. En la primera edición de Street Fighter II, ella no poseía este ataque, hasta la edición del juego llamado Street Fighter II: Turbo Hyper Fighting es donde lo ejecuta.

- Hyakuretsukyaku: Chun-Li comienza a dar varias patadas de manera rápida en el oponente.

- Spinning Bird Kick: Chun-Li se pone de cabeza y comienza a dar patadas giratorias.

- Tenshokyaku: Habilidad de Chun-Li en los juegos de la saga Street Fighter Alpha, Chun-Li comienza a dar patadas giratorias de manera ascendente.

- Shenenshu: Patada giratoria usada en Street Fighter Alpha, consiste en dar una maroma china y golpear al oponente con el efecto de un hacha.

- Hazan Shuu: Habilidad parecida al Senenshu pero con una pirueta aérea en lugar de una maroma.

- Kaku Kyaku Raku: Patada en la que da una voltereta en sentido antihorario y cae sobre la cabeza del enemigo.

- Youso Kyaku: Pisotón a la cabeza del enemigo en medio de un salto.

- Sankaku Tobi: Cambio de dirección en un salto impulsándose contra una pared.

- Ryusei Raku: Agarra al enemigo en el aire y lo tira verticalmente contra el suelo. Esta técnica sólo la hace en la saga EX.

- Hienshu: Voltereta en sentido antihorario con patada vertical. Esta técnica también es exclusiva de SFEX.

- Sou Hakkei: Fuerte empujón con las dos palmas. Es el que realiza cuando pulsas el botón de puñetazo fuerte cerca del enemigo.

- Reishiki Kikouken: Este ataque es típico de los crossovers. Genera una pequeña esfera de energía con las manos (como el Kikou-shou pero pequeño)

- Kouhou Kaiten Kyaku: Una versión de la Flash Kick de Guile: Chun-Li da una patada al enemigo y se impulsa dando una voltereta.

- Tenkukyaku: La famosa patada alta y potente que realiza cuando pulsamos patada fuerte cerca del contrincante.

### Técnicas especiales
- Kikou-shou: Un Kikouken de mayores dimensiones, Chun-Li concentra el poder en sus manos para hacer una bola de energía mayor, a diferencia del Shinku Hadouken de Ryu, la bola de energía en Chun-Li se queda fija en sus manos.

- Senretsu kyaku: Chun-Li da múltiples patadas rápidas al oponente, en Capcom vs SNK 2 y en Street Fighter III Chun-Li con sus 2 piernas da las patadas rápidas y al último da una muy fuerte.

- Hazan Tenshokyaku: Versión mucho más fuerte y larga del Tenshoukyaku: Chun-Li asciende mientras lanza una hermosa combinación de patadas. Esta técnica la usa en las sagas Alpha y EX (a partir de EX2)

- Shichisei Senkuu-Kyaku : Técnica usada únicamente en Marvel vs. Capcom y Tatsunoko vs. Capcom, es el poder que más animación tiene, ya que después de que Chun-Li te patea, la pantalla flashea y varios símbolos chinos aparecen en el fondo. provoca un considerable daño, solo necesita un nivel de energía. En el videojuego Power Stone también de Capcom, un personaje llamado Wang-Tang tiene un ataque parecido a este.
- Tensei Ranka: Versión mucho más fuerte y espectacular del Hazan Shuu. Chun-Li asciende haciendo increíbles piruetas para caer con las piernas separadas 180° e impactar con el talón contra el suelo, liberando una explosión de energía.
- Houyokusen: Espectacular técnica que Chun-Li adquiere a partir de SFIII y que realiza en casi todos los crossovers a partir de SVC2. Esta técnica consiste en un Hyakuretsukyaku con una pierna, luego otro con la otra y una patada final que lanza al enemigo por los aires (un Tenkukyaku)

- Shichisei Ranka: Técnica nueva que adquiere en MVC3. Chun-Li realiza una potentísima Spinning Bird Kick, luego un Tenshou Kyaku y termina con una potente patada final con pétalos de cerezo movidos por el viento.

- Housenka : técnica que utiliza en Street Fighter IV que consiste en dar varias patadas al enemigo, luego da una patada alta elevando al enemigo , después se dispone a hacer un spining bird kick pero cuando esta en posición lanza un kikoken al suelo que la levanta y da patadas giratorias rematando al enemigo por los aires dando una patada final que manda al enemigo al suelo.

- Kiko Sho Goku: Técnica exclusiva de la saga EX. Consiste en una versión potentísima del Kiko Sho que puede segar perfectamente el 75% de la barra de vida.

- Además, en el juego de pachislot "Chun-Li ni Makase China", Chun-Li tiene un ataque de nombre desconocido en el cual realiza un fuerte y rápido combo en el que combina golpes rápidos con los dos brazos (que bien recuerdan a la palma de Honda o a los golpes rápidos de Gen) y luego con las piernas (Hyakuretsukyaku con las dos piernas) para terminar con un Tenshoukyaku.

## Otras apariciones

### Serie animada
Chun-Li aparece en la serie animada estadounidense Street Fighter en la cual es la segunda al mando del escuadrón Street Fighter, además de que también es periodista. En esta serie, el nombre de Chun-Li es Chun-Li Zang.

### Anime
Chun-Li aparece en el anime Street Fighter II-V en el cual es una guía turística y la hija de Dorai el inspector más importante de Hong Kong. En este anime, Chun-Li suele acompañar en la mayoría de sus viajes a Ken y Ryu, además de que Vega está enamorado de ella.

### Película de anime
Chun-Li aparece en la película de anime Street Fighter II en donde se enfrenta a Vega al cual derrota luego de que éste la atacara a traición con la intención de matarla, al final de la pelea Chun-Li cae inconsciente; al final de la película, ésta se recupera satisfactoriamente en el hospital.

### Imágenes reales (live actions)
- En City Hunter de 1993, Chun-Li es interpretada por Jackie Chan.[7]
- En Street Fighter: La última batalla de 1994, Chun-Li es interpretada por Ming-Na Wen.[8]
- En Street Fighter: La Leyenda de Chun-Li del 2009, Chun-Li es interpretada Inez Yan (5 años),[8] Katherine Pemberton (10 años)[8] y Kristin Kreuk (adulta).[8]